# 伝説のライヴ
『伝説のライヴ』（でんせつのライヴ、英語: How the West Was Won）は、イギリスのロックバンド、レッド・ツェッペリンのライブ・アルバム。タイトルの "How the West Was Won" は『西部開拓史』からの引用。

## 解説
彼らのライブ・アルバムは長い間リリースされていなかったが、解散から23年後の2003年に発表された。ビルボードのアルバム・チャート初登場1位を記録した。それまでに7作のアルバムが1位を獲得しているが、初登場1位はキャリア史上初めて。
ジミー・ペイジは、「バンドが最高の状態にあった時期のライヴだ」と絶賛している（『レコード・コレクターズ』2003年7月号に掲載されたインタビューにおいて発言）。また、このライヴ・アルバムは、レッド・ツェッペリン DVD制作のための作業時に見つけたマスター・テープを元に作ったという。
本作には、72年ツアー後半のLAフォーラム、及びロングビーチ・アリーナでの公演が大幅な編集の元収録されている。ディスク1の#1「LA Drone」は、ツェッペリンのライブツアーでは珍しく行われたイントロで、72年ツアーの後半にしか行われなかった。実際には1分以上流されたものの、本作では14秒程の収録となっている。また、「Whole Lotta Love Medley」では「Heartbreak Hotel」や「Slow Down」なども演奏されているが、版権の都合からかカットされている。「Stairway to Heaven」冒頭のリコーダーパートは、実際にはハモンドオルガンで演奏されていたのだが、作品化にあたってメロトロンの演奏に差し替えられている（メロトロンがステージに置かれるのは、後日の日本ツアーから。諸説あるが、メロトロン導入後のライブ音源から抜き出してミックスされたという説が有力）。アコースティック・セットなどは「Tangerine」が未収録。ディスク3の「The Ocean」の後、ロサンゼルスでは「Louie Louie」「Thank You」「Communication Breakdown」も演奏されたものの、収録はされなかった。
後に、5.1chサラウンド・ミックス収録の2枚組DVDオーディオ版が発売された。
2018年、リマスター再発。初アナログ盤化もされた。「Whole Lotta Love(Medley)」は更に編集され2分ほど短縮された。

## 評価
「ローリング・ストーン誌が選んだオールタイム・ライヴ・アルバム50」において、23位にランクイン。

## 収録曲

### Disc 1
1. L.A.ドローン - LA Drone 0:14
2. 移民の歌 - Immigrant Song 3:42
3. ハートブレイカー - Heartbreaker 7:25
4. ブラック・ドッグ - Black Dog 5:41
5. 丘のむこうに - Over the Hills and Far Away 5:08
6. 貴方を愛しつづけて - Since I've Been Loving You 8:02
7. 天国への階段 - Stairway to Heaven 9:38
8. カリフォルニア - Going to California 5:37
9. ザッツ・ザ・ウェイ - That's the Way 5:54
10. スノウドニアの小屋 - Bron-Yr-Aur Stomp 4:55

### Disc 2
1. 幻惑されて - Dazed and Confused (Medley: Walter's Walk, The Crunge) 25:25
2. 強き二人の愛 - What is and What Should Never Be 4:41
3. ダンシング・デイズ - Dancing Days 3:42
4. モビー・ディック - Moby Dick 19:20

### Disc 3
1. 胸いっぱいの愛を - Whole Lotta Love (Medley: Boogie Chillun, Let's Have a Party, Hello Marylou, Going Down Slow) 23:08
2. ロックン・ロール - Rock and Roll 3:56
3. オーシャン - The Ocean 4:21
4. ブリング・イット・オン・ホーム - Bring It on Home (Medley: Bring It on Back) 9:30